# Calls for Action
Calls for Action ist das Debütalbum des Jazz-Bassisten Harish Raghavan. Die vom 15. bis 17. Dezember 2018 in Brooklyn im Studio Brooklyn Recording entstandenen und von Walter Smith III produzierten Aufnahmen erschienen am 8. November 2019 auf Whirlwind Recordings.

## Hintergrund
Raghavan, der zuvor mit Musikern wie Kurt Elling, Charles Lloyd, Logan Richardson und Vijay Iyer gearbeitet hatte, nahm mit Calls for Action sein Debütalbum als Bandleader auf. Er wollte bereits seit einiger Zeit ein Album aufnehmen, hatte aber das Problem, dafür eine aufeinander eingespielte Band zu entwickeln: Seine Absicht war, „fünf bis zehn Gigs mit der gleichen Band zu spielen und diese dann zu dokumentieren. Es erwies sich aber als schwierig, bei jedem Gig dieselben großartigen Musiker zu halten.“ Erst als er an den Sessions für das Debütalbum KingMaker von Joel Ross beteiligt war, begann er, eine verlässliche Gruppe gleichgesinnter Musiker zu finden, mit denen er einen Vertrautheit und einen gemeinsamen Klang entwickeln konnte. In der so entstandenen Band spielten Immanuel Wilkins (Altsaxophon), Micah Thomas (Piano), Joel Ross (Vibraphon) und Kweku Sumbry (Schlagzeug).
Harish Raghavan sagte zum Entstehen des Albums:

„Ich suchte mehr nach Gruppendynamik als nach dem Sound eines einzelnen Spielers. Ich habe alle Musiker getroffen, die ihre Shows in New York gespielt haben. Ich habe Joel bei seiner Aufnahme geholfen und dort habe ich Immanuel Wilkins und Joel wirklich viel zusammen gehört. Dann habe ich ein paar Shows mit Immanuels Band gespielt und beides kombiniert. Kweku Sumbry hat einen Perkussion-Hintergrund und ich auch. Ich habe sofort eine Beziehung zu ihm und dem Pianisten Micah Thomas empfundern. Wir haben ein Jahr zusammengearbeitet. Ich hatte meinen ersten Quintett-Auftritt am 10. Dezember 2017 [und] wir haben Dezember 2018 aufgenommen.“

Das Album enthält 15 Originalkompositionen, die u. a. vom Art Ensemble of Chicago inspiriert wurden. Eine weitere Inspirationsquelle war für Raghavan ein monochromes Foto des amerikanischen Fotojournalisten W. Eugene Smith, die ihn an eine ältere Generation erinnerte, die in den USA als Person aufwächst, die nicht „amerikanisch“ aussieht.

## Titelliste
- Harish Raghavan: Calls for Action (Whirlwind Recordings WR4749)
  1. Intro, 1:22
  2. Newe, 3:42
  3. Los Angeles, 5:34
  4. Sangeet, 4:51
  5. I'll Go and Come Back, 3:33
  6. Caged, 0:51
  7. Seaminer, 9:57
  8. The Meters, 4:06
  9. 4560 Round Top, 3:50
  10. Shift, 8:34
  11. Lunatico, 5:17
  12. Junior, 5:18
  13. Calls for Action, 4:47
  14. Seven, 6:09
  15. AS, 2:47
- Alle Kompositionen stammen von Harish Raghavan.

## Rezeption
Das Album erhielt durchweg positive Kritiken; der Down Beat bezeichnete Raghavans Spiel als „tief – im wahrsten Sinne des Wortes. Es ist eine komplexe Platte, die jeden Tropfen rohen Talents aus seinem jungen Quintett ohne auffällige Showmanier herausdrückt.“
Fred Grand schrieb im Jazz Journal, im Gegensatz zur Musik von Vijay Iyer oder Rudresh Mahanthappa, die eine asiatisch-amerikanische Jazz-Fusion schaffen soll, sei Raghavans Werk stark im zeitgenössischen New Yorker Idiom verwurzelt. Calls For Action nehme die sich ständig verändernde Dynamik der Echtzeit-Performance bewusst auf und bringe den Begriff „Live in the Studio“ auf eine ganz neue Ebene. Calls for Action strotze vor Spontanität und spiele mit unverkennbarer Überzeugung. Dies ist eine versicherte Aussage eines jungen Künstlers im Aufwind.
Nach Ansicht von Friedrich Kunzmann, der das Album in All About Jazz rezensierte, würden mehrere Faktoren das Debütalbum des Bassisten Harish Raghavan bemerkenswert erscheinen lassen. Der erste und auffälligste Eindruck sei das Gefühl äußerster Dringlichkeit im Ton der Kompositionen sowie die unzusammenhängende Art und Weise, mit der die Instrumente nach Gemeinsamkeiten in und umeinander suchen. Ein weiterer Faktor seien die dezenten melodischen Motive, deren Bögen sich manchmal über die gesamte Dauer einer Melodie erstrecken würden. Melodie im Allgemeinen sei entscheidend für die Attraktivität des Albums. Der größte Teil des Zusammenspiels und der kompositorischen Grundlage basiere eher auf melodischen als auf harmonischen Ideen. Calls for Action sei ein gelungenes Debüt, so das Resümeée des Autors. Es sei eine mehr als vielversprechende Aussage darüber, was Raghavans Zukunft für den heutigen Strom der Jazzmusik bedeuten könnte.
Sébastien Hélary schrieb in Nextbop, der Bassist Harish Raghavan habe eine steile Karriere als Sideman bei einigen der größten Namen der modernen Jazzmusik verfolgt. Dennoch dauerte es über zehn Jahre, seit er sich in New York City niedergelassen hat, bis er unter seinem eigenen Namen aufnahm. Sein Debütalbum Calls for Action sei eine tiefgreifende Leistung, die sowohl raffiniert sei als auch zum Nachdenken anrege und an dem eine Menge aufstrebender Talente mitwirkten, die der Musik Jugendlichkeit und frische Ideen einhauchten.